# Distenia pilosa
Distenia pilosa là một loài bọ cánh cứng trong họ Cerambycidae.